# 正則村
正則村（まさのりむら）は、かつて愛知県海東郡にあった村。
現在のあま市の一部（旧・美和町北東部）に該当する。
村名は、この地（現・あま市二ツ寺屋敷）が福島正則の出身地であることからつけられたという。

## 歴史
- 1889年（明治22年）10月1日 - 富塚村、古道村、二ツ寺村、花長村、花正村、東溝口村、木折村が合併し、正則村が発足。
- 1906年（明治39年）7月1日 - 蜂須賀村、篠田村と合併し、美和村発足。同日正則村は廃止。

## 教育
- 正則尋常小学校（現・あま市立正則小学校）